# Уголовный кодекс Туркменистана
Уголовный кодекс Туркменистана (УК Туркмении) — основной и единственный источник уголовного права Туркменистана, устанавливающий преступность и наказуемость деяний на территории Туркменистана.
Действующая редакция Уголовного кодекса Туркменистана была подписана Президентом Туркменистана С. Ниязовым 12 июня 1997 года и вступила в силу с 1 января 1998 года, сменив предыдущий Уголовный кодекс Туркменской ССР 1961 года, применявшийся до тех пор.

## Структура кодекса
Кодекс состоит из Общей (разделы I—VI, главы 1—15) и Особенной частей (разделы VII—XIV, главы 16—34). В Общей части рассматриваются основные понятия уголовного законодательства, устанавливаются основания уголовной ответственности и освобождения от неё, общие положения об уголовном наказании и освобождении от него, принудительных мерах лечения, а также особенности уголовной ответственности несовершеннолетних.
Особенная часть включает в себя статьи, описывающие составы конкретных преступлений. Структура Особенной части отражает иерархию ценностей, охраняемых уголовным законом: на первом месте стоят преступления против личности, затем преступления против мира и безопасности человечества, преступления против государства и государственных интересов, и лишь затем преступления в сфере экономики и деяния, посягающие на общественные интересы.
Имеется также приложение, в котором содержится перечень имущества, не подлежащего конфискации по приговору суда.

## Особенности кодекса
Хотя можно отметить значительное сходство многих положений УК Туркменистана с нормами Модельного Уголовного кодекса для государств — участников СНГ, а также Уголовного кодекса РФ 1996 года, уголовное законодательство Туркменистана имеет значительную специфику, связанную с тем, что политический режим в стране фактически представляет собой «социалистическую монархию».
В кодексе имеются довольно прогрессивные положения: так, в общей части присутствуют законодательные определения длящегося и продолжаемого преступления (ст. 15 и 16), даётся толкование понятия «вменяемость» (ст. 22), присутствует норма о юридической и фактической ошибке (при этом юридическая ошибка может освобождать от ответственности — ч. 1 ст. 31).
В систему наказаний входит возложение обязанности проживания в определенной местности, которое состоит состоит в удалении осужденного из мест его жительства с обязательным поселением в определенной местности на срок от двух до пяти лет; фактически, это наказание представляет собой ссылку.
Уголовный кодекс Туркменистана — один из немногих уголовных кодексов стран СНГ, где была предусмотрена смертная казнь. Смертная казнь была предусмотрена УК Туркменистана за умышленное убийство (часть вторая статьи 101), изнасилование (часть третья статьи 134), геноцид (статья 168), нападение на лиц, пользующихся международной защитой (часть вторая статьи 170), измена государству (статья 171), шпионаж (статья 172), диверсия (часть вторая статьи 173), заговор с целью захвата власти (часть вторая статьи 174), посягательства на Президента Туркменистана (часть первая статьи 176), терроризм (часть третья статьи 271), бандитизм (часть первая статьи 274), незаконное изготовление, переработка, приобретение, хранение, перевозка, пересылка наркотических средств или психотропных веществ с целью сбыта (часть третья статьи 292), хищение либо вымогательство наркотических средств или психотропных веществ (часть четвертая статьи 294).Решением Народного совета от 28 декабря 1999 г. смертная казнь в Туркменистане была отменена. 29 декабря 1999 г. в ст.20 Конституции Туркменистана были внесены изменения, которыми провозглашено: "Смертная казнь в Туркменистане полностью отменяется и навечно запрещается первым Президентом Туркменистана Сапармуратом Туркменбаши".
Установлена ответственность за многие деяния, нетипичные для уголовных кодексов постсоветского пространства: злостное уклонение от лечения венерической болезни (ст. 118), похищение женщины с целью вступления в фактически брачные отношения (ст. 127), принуждение женщины к вступлению в брак или воспрепятствование вступлению в брак (ст. 162), многоженство (ст. 163) и т. д. Установлена ответственность за мужеложство, оно наказывается лишением свободы на срок до 2 лет (ст. 135).
Система объектов несколько отличается от типичной для постсоветского пространства: захват заложника (ст. 130) считается преступлением против личной свободы, а не против общественной безопасности; не выделяется отдельного объекта охраны «общественная нравственность», соответствующие деяния рассматриваются как преступления в сфере половых отношений и преступления против несовершеннолетних, семьи и нравственности.
В кодекс регулярно вносятся изменения, отражающие изменения регулируемых им общественных отношений и появление новых видов и форм общественно опасных деяний.